# Rezerwat Biosfery Środkowej Łaby

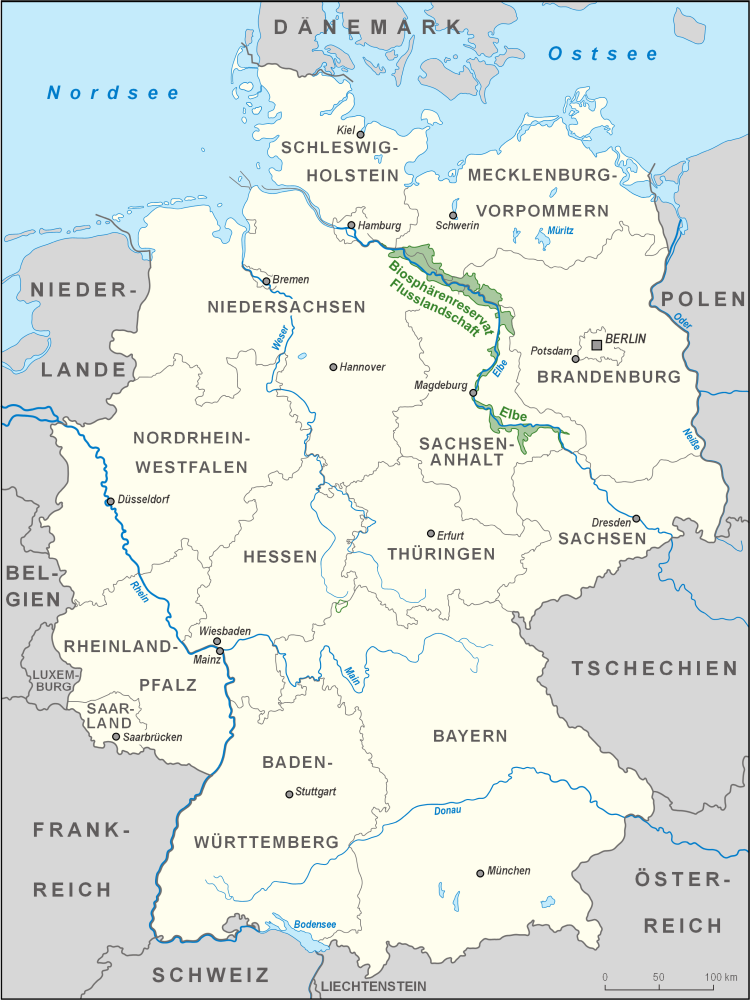
Rezerwat Biosfery Krajobrazu Rzecznego Łaby

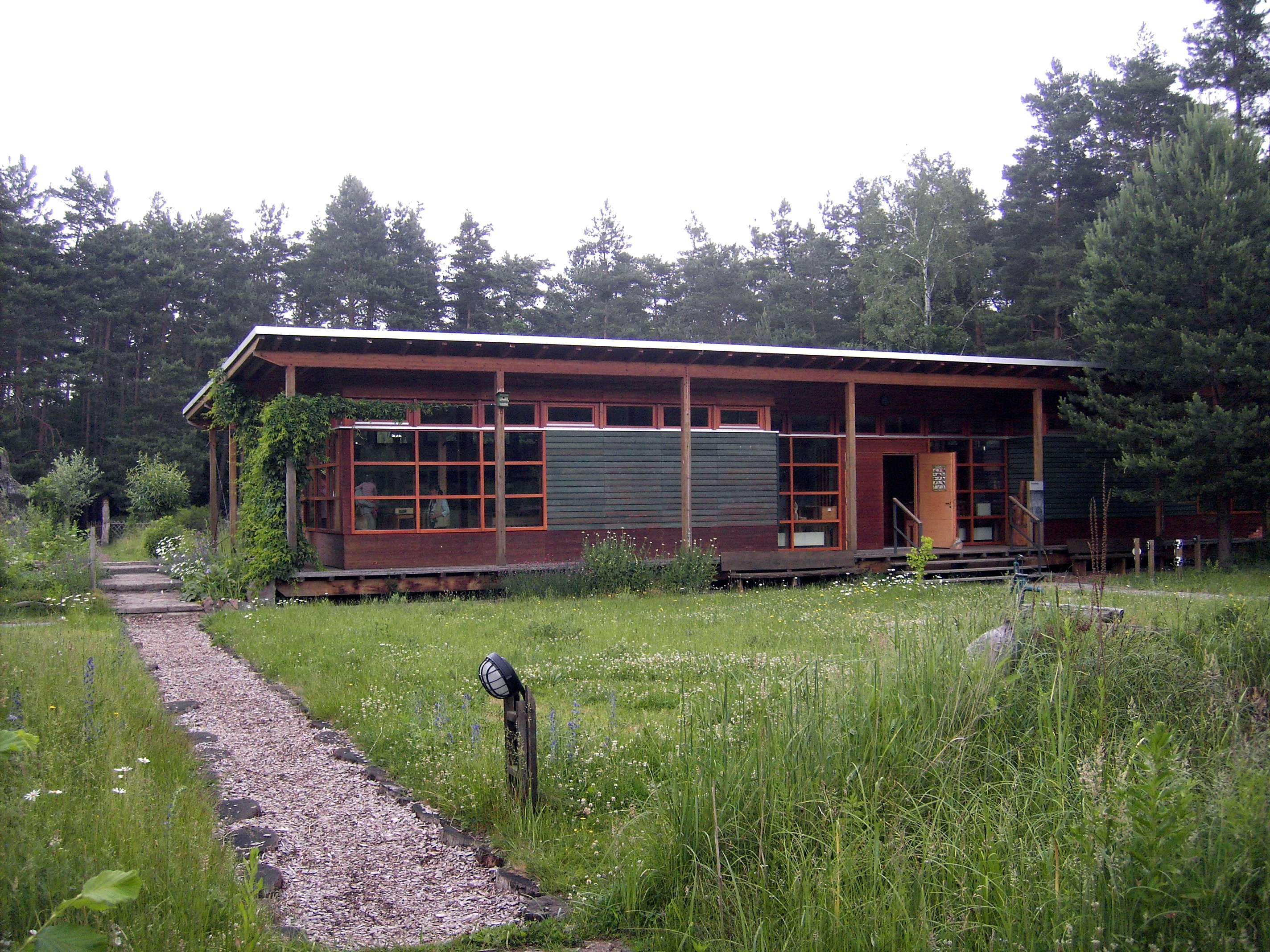
Pawilon informacyjny

Rezerwat Biosfery Środkowej Łaby (niem. Biosphärenreservat Mittelelbe) – rezerwat biosfery obejmujący środkowy odcinek biegu Łaby pomiędzy Wittenbergą a Seehausen na terenie kraju związkowego Saksonii Anhalt, część Rezerwatu Biosfery Krajobrazu Rzecznego Łaby (niem. Biosphärenreservat Flusslandschaft Elbe).

## Położenie
Obszar ochronny obejmuje środkowy odcinek biegu Łaby pomiędzy Wittenbergą a Seehausen, ujścia jej dopływów (Soławy) oraz naturalne obszary zalewowe (ok. 125 000 ha).

## Historia
Początki rezerwatu sięgają 1979, kiedy to utworzono rezerwat biosfery Steckby-Lödderitzer Forst, który w 1988 został poszerzony o tereny pomiędzy Dessau i Wörlitz – obszar ogrodów Dessau-Wörlitz, od 2000 wpisanych również na listę dziedzictwa kulturowego UNESCO. W 1990 w ramach wschodnioniemieckiego narodowego programu parków narodowych powstał rezerwat biosfery „Łaba Środkowa”. Od 2006 oficjalna nazwa brzmi Rezerwat Biosfery Środkowej Łaby (niem. Biosphärenreservat Mittelelbe). Rezerwat jest częścią Rezerwatu Biosfery Krajobrazu Rzecznego Łaby (niem. Biosphärenreservat Flusslandschaft Elbe) rozciągającego się wzdłuż Łaby na terenie pięciu krajów związkowych: Brandenburgii, Dolnej Saksonii, Saksonii-Anhalt, Meklemburgii-Pomorza Przedniego i Szlezwiku-Holsztynu.

## Przyroda
Na terenie rezerwatu występuje wiele roślin i zwierząt zagrożonych wyginięciem, m.in. bóbr europejski – symbol rezerwatu. W 2005 Frank Dziock odkrył na terenie rezerwatu nowy gatunek owada z rodziny bzygowatych Brachyopa silviae.